# Chandra Tal
O Chandra Tal, Chandra Taal, Chandratal ou Chandertaal (Lago da Lua; em hindi: चंद्रताल; romaniz.: Caṃdratāla; ou चंद्र ताल) é um lago de alta montanha dos Himalaias situado a 4 337 metros de altitude no norte do estado indiano do Himachal Pradexe. Encontra-se no planalto de Samudra Tapu, acima do vale do rio Chandra (um dos ramos superiores do Chenab).
O lago é alimentado principalmente pelo Chandra, que nasce no lado sudeste da portela de Baralacha La (4 890 m de altitude) e desce até ao Chandra Tal, seguindo depois ao longo do seu vale por 150 km, até se juntar ao Bhaga em Tandi, para formar o rio Chenab, um dos grandes afluentes do rio Indo. Curiosamente, o Bhaga, cuja extensão é 80 km, também nasce junto a Baralacha La, mas no lado contrário, no Suraj Tal ("lago do deus-sol"), situado a 4 883 m de altitude. A água do Chandra chega ao lago por um caminho subterrâneo desconhecido e o lago é alimentado a partir do fundo, uma ocorrência rara.
O lago deve o seu nome à sua forma de crescente lunar. Juntamente com o Tso Moriri, situado a nordeste, no sudeste do Ladaque, o Chandratal é um dos dois lagos indianos de montanha classificados como sítio Ramsar. Desde 1994 que a área do lago está classificada pelo Governo da Índia como Santuário de Vida Selvagem.
É um destino de trekking e de peregrinação hindu com alguma popularidade, acessível a partir de Batal ou da portela de Kunzum (Kunzum La) desde o fim de maio ao início de outubro (no resto do ano a neve torna o lago praticamente inacessível). A sul há um parque de estacionamento no fim duma estrada a 2 km do lago, mas desde Kunzum La só se pode ir a pé. A estrada que liga Kaza, no vale de Spiti, à estrada Manali-Leh, passa em Kunzum La. Durante a época de trekking são montados campos de tendas para serem alugadas aos caminhantes e peregrinos, nos quais também vendem refeições.

## Lendas hindus
Há várias lendas ligadas à mitologia hindu relacionadas com o lago. Segundo a mais popular, que tem várias variantes, Chandra, filha da Lua, e Bhaga, filho único do Sol, encontraram-se uma vez em Baralacha La e apaixonaram-se logo que se viram. Porém, o amor entre os dois não foi aprovado pelos pais, que não os deixaram casar-se. O Sol queria confiar ao filho a tarefa de trazer luz ao mundo na forma de dias, enquanto que a Lua queria que a sua filah Chandra ficasse com a tarefa de de iluminar as noites. Os amantes ficaram destroçados com a desaprovação dos pais mas não os fez desistir de se casarem, pelo que decidiram fugir e encontrarem-se em Baralacha La, mas desencontraram-se, pois Chandra chegou mais cedo e, não encontrando o seu amante Bhaga, procurou-o na direção de Kunzum La. Como não encontrou Bhaga, tomou o caminho de volta a Baralacha La, mas ao chegar a Tandi avistou o amante, que descia no sentido contrário. Os amantes encontraram-se realizaram o seu casamento celestial. O caminho lendário de Chandra de Kunzum La em direção a Baralacha La é atualmente o leito dos rios Chenab e Chandra e o caminho entre Baralacha La e e Chandra Tal é uma rota de trekking. Da mesma forma que o lago Chandra tem o nome da filha da Lua, o Suraj Tal, onde nasce o Bhaga, tem o nome do pai de Bhaga, o deus-sol.
Segundo outra lenda, o Chandra Tal é o local mencionado no épico hindu Mahabharata como o sítio onde Iudistira, um dos irmãos Pandava, foi levado para Svarga, um dos paraísos celestes hindus, pelo deus Indra. Esta lenda está na origem do lago ser um destino de peregrinação hindu. Os peregrinos acreditam que o local é visitado e abençoado por fadas à noite.
Segundo a tradição local, no passado o lago foi um local de passagem e de descanso dos mercadores que se dirigiam aos vales de Spiti e de Kulu.